# Heinrich Andreas Christoph Havernick
Heinrich Andreas Christoph Havernick (Kröpelin, 29 dicembre 1811 – Neustrelitz, 19 luglio 1845) è stato un teologo tedesco.

## Biografia
Studiò teologia presso le università di Lipsia e Halle, dove fece conoscenza con August Tholuck ed influenzato dai proponenti dell'ortodossi. A Halle fu coinvolto nelle turbolenze del 1830, quando i sostenitori dell'ortodossia chiedevano il licenziamento dei professori "razionalisti" Wilhelm Gesenius e Julius Wegscheider (le accuse fatte contro questi due erano parzialmente basate sugli appunti di Havernick). Successivamente studiò teologia a Berlino, dove fu discepolo di Ernst Wilhelm Hengstenberg; e successivamente insegnò a Ginevra e presso l'Università di Rostock, dove nel 1837 diventò professore associato di teologia. Quattro anni dopo conseguì una cattedra presso l'Università di Königsberg.

## Opere principali
- Commentar über das Buch Daniel, 1832.
- Handbuch der historisch-kritischen Einleitung in das Alte Testament (volumi 1 e 2, 1836-39; il volume 3 è stato pubblicato nel 1849 da Carl Friedrich Keil).
- Neue kritische Untersuchungen über das Buch Daniel, 1838.
- Commentar über den Propheten Ezechiel, 1843.
- Vorlesungen über die Theologie des Alten Testaments, 1848.[4]